# Hyphydrus jaechi
Hyphydrus jaechi är en skalbaggsart som beskrevs av Wewalka och Olof Biström 1989. Hyphydrus jaechi ingår i släktet Hyphydrus och familjen dykare. Inga underarter finns listade i Catalogue of Life.